# Ikopa
L'Ikopa est une rivière de Madagascar qui traverse Antananarivo et se jette dans le Betsiboka.
Sa source se situe au rocher Angavokely, sous le nom de Varahina dans la sous-préfecture Andramasina à une altitude de 1 810 m.